# جيش الحرس التاسع
جيش الحرس التاسع التابع للجيش الأحمر في الاتحاد السوفيتي خلال الحرب العالمية الثانية ، هو الجيش الذي شارك بالاعمال القتالية في هجوم فيينا وهجوم براغ في نهاية الحرب، وتم تشكيل الجيش في يناير 1945 وشمل الاقسام المحمولة جواً التي تحولت إلى قوات مشاة بعد الحرب، أصبح مقر الجيش مقر القيادة السوفيتية المحمولة جوا .

## التاريخ

### التشكيل والتأسيس
تم تشكيل جيش الحرس التاسع في 5 يناير 1945 تحت قيادة فاسيلي جلاجليف حسب توجيهات ستافكا الصادرة في 18 ديسمبر 1944. تم تشكيله من مقر الجيش السابع والجيش المنفصل جواً .  كانت تتألف من فيلق الحرس 37 و 38 و 39 وفي فبراير، تم نقل الجيش إلى جنوب شرق المجر بالقرب من بودابست . أصبحت جزءًا من الجبهة الأوكرانية الثانية في 27 فبراير للمشاركة في هجوم فيينا. 

### هجمات فيينا وبراغ

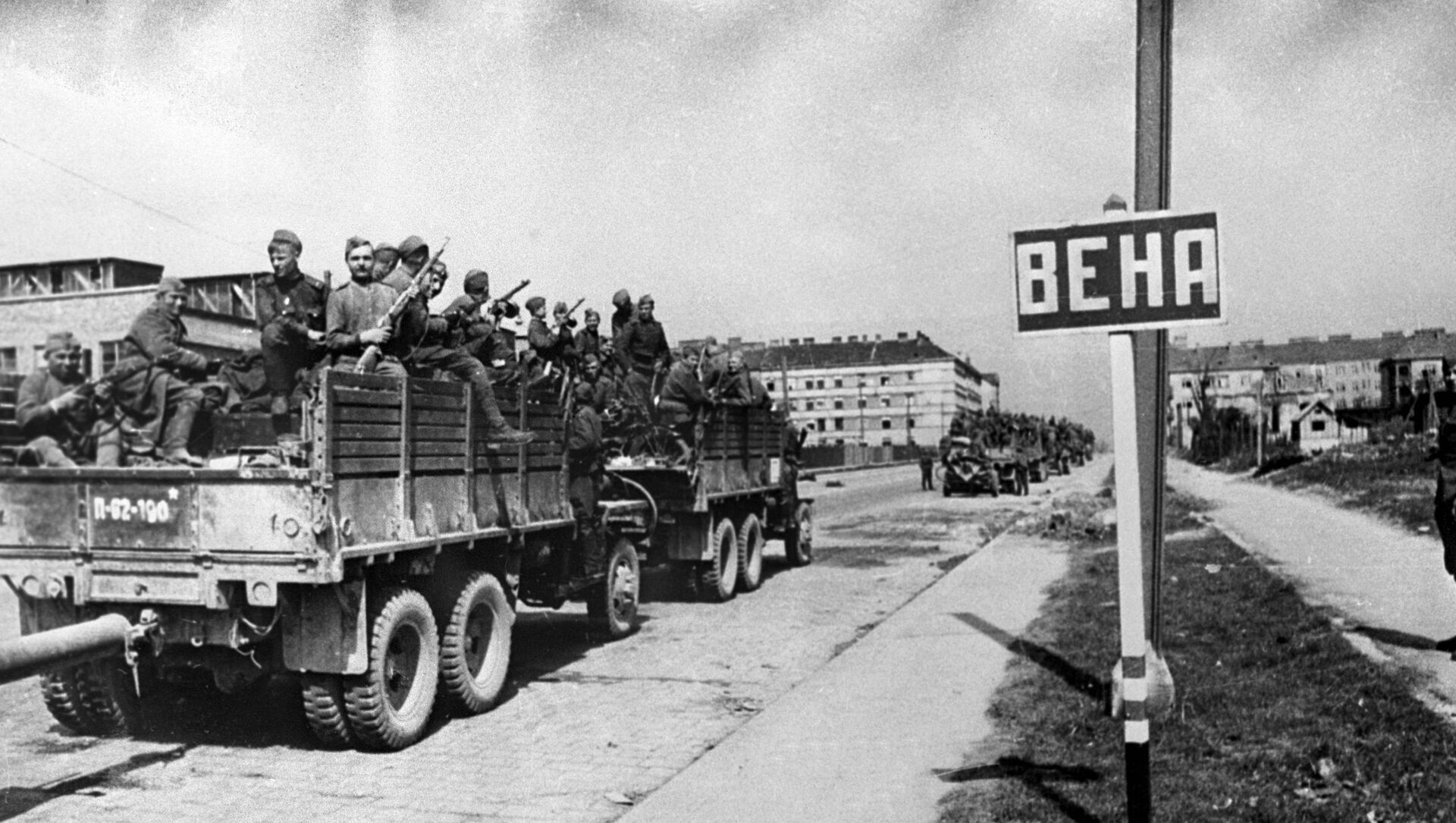
القوات السوفيتية خلال هجوم فيينا

تم نقله إلى الجبهة الأوكرانية الثالثة في 9 مارس. بين 8 و 14 مارس تم نقل الجيش من منطقة كيسليميت عبر نهر الدانوب إلى قطاع زامولي، ليحل محل جيش الحرس الرابع .  وبين 16 مارس و 15 أبريل، قاتل الجيش في هجوم فيينا حيث اخترقت وحدات من الجيش الدفاعات الألمانية شمال سيكشفهيرفار بالاشتراك مع جيش الحرس الرابع، واخترق جيش الحرس التاسع الوحدات الألمانية الأخرى بين بحيرة بالاتون وفيلنس . وبالنسبة للهجوم على فيينا، فإن سلاح الحرس 39 التابع للجيش شارك في هجوم مع جيش الحرس السادس في القطاع الجنوبي الغربي. وكان على الحرس الثوري الثامن والثلاثين قطع طريق فيينا-لينز واستخدمت فرقتين لحماية الهجوم من الغرب. قام الفيلق السابع والثلاثون للحرس التاسع بحماية الجهة اليسرى لقوة الهجوم. هاجم جيش الحرس التاسع الطريق الشمالي الغربي خارج فيينا بالتزامن مع جيش الحرس السادس للدبابات وكسر المقاومة الألمانية وفي 13 أبريل، ساعد الجيش في الاستيلاء على فيينا.  ومن ثم قاتل الجيش في هجوم براغ ، حيث سيطر على زنويمو في 8 مايو بالتزامن مع جيش الحرس السابع .

### فترة بعد الحرب
كان مقر الجيش في سولنوك من يوليو 1945 إلى يونيو 1946 وكان جزءًا من مجموعة القوات المركزية . وفي عام 1946 ، أصبح مقرها المقر السوفيتي المحمول جواً وتم تحويله إلى سلاح محمول جواً . 

## تشكيل
كان الجيش يتكون من الوحدات التالية في فبراير 1945.
- سلاح الحرس 37
- فيلق الحرس 38
- فيلق الحرس 39
- لواء مدفعية الحرس 35
- لواء المدفعية السادس والثلاثون
- فوج هاون الحرس 319
- فوج هاون الحرس 321
- فوج هاون الحرس 322
- فوج المدفعية ذاتية الدفع 1513
- فوج المدفعية ذاتية الدفع 1523
- فوج المدفعية ذاتية الدفع 1524
- لواء المهندسين الخامس عشر